# Slavkovce
Slavkovce este o comună slovacă, aflată în districtul Michalovce din regiunea Košice. Localitatea se află la altitudinea de 101 m deasupra n.m., se întinde pe o suprafață de 9,18 km2 și în 2017 număra 689 de locuitori.

## Istoric
Localitatea Slavkovce este atestată documentar din 1315.

## Demografie
| An:                | 1994 | 2004    | 2014    | 2024   |
| ------------------ | ---- | ------- | ------- | ------ |
| Număr de persoane: | 513  | 609     | 674     | 739    |
| Diferență:         |      | +18,71% | +10,67% | +9,64% |

| An:                | 2023 | 2024   |
| ------------------ | ---- | ------ |
| Număr de persoane: | 728  | 739    |
| Diferență:         |      | +1,51% |